# Лі Шисінь
Лі Шисінь (12 лютого 1988) — австралійський стрибун у воду китайського походження.
Учасник Олімпійських Ігор 2020 року.
Чемпіон світу з водних видів спорту 2011, 2013 років.